# Aktashit
Aktashit ist ein selten vorkommendes Mineral aus der Mineralklasse der „Sulfide und Sulfosalze“ mit der chemischen Zusammensetzung Cu6Hg3[AsS3]4 und damit chemisch gesehen ein Kupfer-Quecksilber-Sulfoarsenid.
Mit dem Sulfoantimonid Gruzdevit (Cu6Hg3[SbS3]4) bildet Aktashit eine Mischkristallreihe.
Aktashit kristallisiert im trigonalen Kristallsystem, entwickelt aber nur selten gut ausgebildete, pyramidale Kristalle bis 0,2 mm Größe, die zonar mit Gruzdevit verwachsen sein können. Meist findet er sich in Form von xenomorphen Körnern und körnigen Mineral-Aggregaten. 

## Etymologie und Geschichte
Erstmals entdeckt wurde Aktashit in der Antimon-Quecksilber-Lagerstätte Aktashskoye in der russischen autonomen Republik Altai (südwestliches Sibirien) und beschrieben 1968 durch Vladimir I. Vasil'ev, der das Mineral nach dessen Typlokalität benannte. Vasil'ev publizierte seine Forschungsergebnisse zu dem neu entdeckten Mineral zunächst ohne Prüfung durch die IMA/CNMNC. Die Anerkennung erfolgte jedoch nachträglich 2008 durch das Sulfosalze-Subcommittee.
Das Typmaterial des Minerals wird im Museum für Geologie Zentralsibiriens (englisch Central Siberian Geological Museum; CSGM) in Nowosibirsk (Russland) unter der Inventarnummer III-14/1 sowie im Mines ParisTech (École des mines; ENSM) in Paris (Frankreich) unter der Inventarnummer 50655 aufbewahrt.

## Klassifikation
In der veralteten 8. Auflage der Mineralsystematik nach Strunz ist der Aktashit noch nicht verzeichnet.
In der zuletzt 2018 überarbeiteten Lapis-Systematik nach Stefan Weiß, die formal auf der alten Systematik von Karl Hugo Strunz in der 8. Auflage basiert, erhielt das Mineral die System- und Mineralnummer II/C.12-030. Dies entspricht der Klasse der „Sulfide und Sulfosalze“ und dort der Abteilung „Sulfide mit dem Stoffmengenverhältnis Metall : S,Se,Te ≈ 1 : 1“, wo Aktashit zusammen mit Gruzdevit, Nowackiit, Sinnerit und Watanabeit eine unbenannte Gruppe mit der Systemnummer II/C.12 bildet.
Die von der International Mineralogical Association (IMA) zuletzt 2009 aktualisierte 9. Auflage der Strunz’schen Mineralsystematik ordnet den Aktashit dagegen in die Abteilung der „Sulfoarsenide, Sulfoantimonide und Sulfobismuthide“ ein. Diese ist weiter unterteilt nach der Kristallstruktur und der möglichen Anwesenheit von zusätzlichem Schwefel, so dass das Mineral entsprechend seiner Zusammensetzung in der Unterabteilung „Insel-Sulfarsenide (Neso-Sulfarsenide) usw., ohne zusätzlichen Schwefel (S)“ zu finden ist, wo es nur noch zusammen mit Gruzdevit und Nowackiit die „Nowackiitgruppe“ mit der Systemnummer 2.GA.30 bildet.
In der vorwiegend im englischen Sprachraum gebräuchlichen Systematik der Minerale nach Dana hat MineralName die System- und Mineralnummer 03.04.13.02. Dies entspricht der Klasse der „Sulfide und Sulfosalze“ und dort der Abteilung „Sulfosalze“, wo das Mineral als einziges Mitglied/zusammen mit Gruzdevit und Nowackiit in einer unbenannte Gruppe mit der Systemnummer 03.04.13 innerhalb der Unterabteilung „Sulfosalze mit dem Verhältnis 3 > z/y und der Zusammensetzung (A+)i(A2+)j[ByCz], A = Metalle, B = Halbmetalle, C = Nichtmetalle“ zu finden ist.

## Kristallstruktur
Aktashit kristallisiert trigonal in der Raumgruppe R3 (Raumgruppen-Nr. 146) mit den Gitterparametern a = 13,73 Å und c = 9,33 Å sowie 3 Formeleinheiten pro Elementarzelle.
Die Kristallstruktur von Aktashit besteht aus einem Gerüst von eckenverknüpften HgS4- und CuS4-Tetraedern mit Kanälen parallel zur Z-Achse.

## Eigenschaften
Aktashit ist unempfindlich gegenüber Standard-Ätzmitteln. Er reagiert allerdings auf Salpetersäure (HNO3) zunächst, indem er braun wird und anschließend eine blau bis violett gefärbte Lösung bildet.
Aktashit ist ein guter elektrischer Leiter.

## Bildung und Fundorte
Aktashit bildet sich durch hydrothermale Vorgänge in komplexen polymetallischen arsen- und quecksilberhaltigen Lagerstätten. Naturgemäß treten in solchen Lagerstätten eine Vielzahl von Begleitmineralen auf, so unter anderem die Arsen- und Quecksilberminerale Auripigment, Cinnabarit, Enargit, Luzonit, Realgar und Tennantit; die Antimonminerale Chalkostibit, Stibnit und quecksilberhaltiger Tetraedrit sowie die als „Durchläufe-“ bekannten Minerale Chalkopyrit, Pyrit und Sphalerit. Hinzu treten noch gesteinsbildende Minerale wie Calcit und Quarz. Gelegentlich ist auch Dickit anzutreffen.
Als seltene Mineralbildung konnte Aktashit nur an wenigen Fundorten nachgewiesen werden, wobei bisher (Stand 2016) rund 20 Fundorte als bekannt gelten. Neben seiner Typlokalität Aktashskoye in Südwestsibirien trat das Mineral in Russland noch in der Arsen-Quecksilber-Antimon-Lagerstätte Gal-Khaya in Sacha (Jakutien) in Ostsibirien, in der Gold-Lagerstätte Vorontsovskoe bei Turinsk in der Oblast Swerdlowsk im Ural sowie in Saranovskii Mine bei Gornosawodsk in der Region Perm auf.
In Europa fand man Aktashit in der hydrothermalen, stratiformen Lagerstätte Jas Roux im Gemeindeverband Valgaudemar (Département Hautes-Alpes) in Frankreich und in der Miniera di Monte Arsiccio bei Sant’Anna di Stazzema in der italienischen Region Toskana.
Weitere Fundorte liegen unter anderem bei Bomby im Thunder Bay District (Ontario) in Kanada, in der Erz-Lagerstätte Lianhecun im Kreis Jiuzhaigou in der chinesischen Provinz Sichuan, in der Arsenlagerstätte Lukhumi nahe Mestia (Ratscha-Letschchumi und Niederswanetien) in Georgien, die Grube Zareh Shuran bei Takab in West-Aserbaidschan, die Antimon-Quecksilber-Lagerstätten im Ferghanatal und im Alaigebirge in Kirgisistan, die Goldmine Moctezuma am gleichnamigen Ort im mexikanischen Bundesstaat Sonora sowie in den Erzgruben bei Lynn im Eureka County und Adam Peak im Humboldt County im US-Bundesstaat Nevada.